# Vassili Atanassov
Vassili Vladislavovitch Atanassov - en russe : Василий Владиславович Атанасов et en anglais : Vasili Atanasov - (né le 25 septembre 2002 à Nijni Taguil en Russie) est un joueur professionnel russe de hockey sur glace. Il évolue au poste d'attaquant.

## Biographie

### Carrière en club
Formé au Spoutnik Nijni Taguil, il rejoint les équipes de jeunes du HK Dinamo Saint-Pétersbourg puis commence sa carrière junior dans la MHL lors de la saison 2019-2020 avec les Mamonty Iougry, équipe junior du Iougra Khanty-Mansiïsk. En 2021, il intègre l'effectif du Iougra Khanty-Mansiïsk et joue ses premiers matchs dans la VHL. Parallèlement, il est nommé capitaine des Mamonty Iougry de 2020 à 2022. En 2022, il rejoint le Torpedo Nijni Novgorod. Le 3 septembre 2022, il joue son premier match dans la KHL avec le Torpedo Nijni Novgorod face au Metallourg Magnitogorsk. Il remporte la Coupe Kharlamov 2023 avec la Tchaïka, équipe junior du Torpedo.

### Carrière internationale
Il représente la Russie au niveau international. Le 14 décembre 2023, il joue son premier match avec la Russie face à une sélection de la VHL dans un match comptant pour la Coupe Pervi Kanal.

## Statistiques
| Saison    | Équipe                 | Ligue |                   | Saison régulière  | Saison régulière  | Saison régulière  | Saison régulière  | Saison régulière |    | Séries éliminatoires | Séries éliminatoires | Séries éliminatoires | Séries éliminatoires | Séries éliminatoires |
| Saison    | Équipe                 | Ligue | PJ                | B                 | A                 | Pts               | Pun               | PJ               | B  | A                    | Pts                  | Pun                  |                      |                      |
| 2019-2020 | Mamonty Iougry         | MHL   | 49                | 7                 | 8                 | 15                | 14                | 4                | 0  | 0                    | 0                    | 0                    |                      |                      |
| 2020-2021 | Mamonty Iougry         | MHL   | 56                | 20                | 21                | 41                | 26                | 4                | 0  | 2                    | 2                    | 2                    |                      |                      |
| 2021-2022 | Mamonty Iougry         | MHL   | 54                | 39                | 28                | 67                | 48                | -                | -  | -                    | -                    | -                    |                      |                      |
| 2021-2022 | Iougra Khanty-Mansiïsk | VHL   | 5                 | 0                 | 0                 | 0                 | 6                 | 9                | 3  | 1                    | 4                    | 4                    |                      |                      |
| 2022-2023 | Tchaïka Nijni Novgorod | MHL   | 2                 | 1                 | 0                 | 1                 | 0                 | 12               | 10 | 5                    | 15                   | 4                    |                      |                      |
| 2022-2023 | Torpedo Nijni Novgorod | KHL   | 32                | 8                 | 5                 | 13                | 6                 | 10               | 1  | 0                    | 1                    | 4                    |                      |                      |
| 2023-2024 | Torpedo Nijni Novgorod | KHL   | 46                | 19                | 21                | 40                | 16                | 5                | 3  | 0                    | 3                    | 0                    |                      |                      |
| 2024-2025 | Torpedo Nijni Novgorod | KHL   | Saison en cours ? | Saison en cours ? | Saison en cours ? | Saison en cours ? | Saison en cours ? |                  |    |                      |                      |                      |                      |                      |